# Ted van Leeuwen
Ted van Leeuwen (Eerbeek, 25 september 1952) is een Nederlands journalist, scout en voetbalbestuurder. Hij werd in oktober 2016 aangesteld als sportief directeur bij Esbjerg fB en per 1 juli 2018 als technisch directeur bij FC Twente, medio juni 2020 is dit contract ontbonden. Tussen 18 februari en 2021 en oktober 2022 werkte Van Leeuwen als technisch directeur bij N.E.C.

## Journalistieke carrière
Van Leeuwen werd geboren in Eerbeek en raakte in zijn jeugd fan van SBV Vitesse. Hij werd journalist en schreef voor onder andere De Gelderlander en Voetbal International. Hij verwierf bekendheid na een tirade van Louis van Gaal, die hem in 1996 tijdens een persconferentie toebeet "Ben ik nu degene die zo slim is, of ben jij nou zo dom?".
Als journalist raakte hij bevriend met Karel Aalbers, de voorzitter van SBV Vitesse. In 2001 werd Van Leeuwen ondervraagd door de FIOD, omdat hij mede-eigenaar was van een Zwitsers bedrijf waarvan de bankrekening gebruikt zou zijn om commissie van een transfer door te sluizen.

## AGOVV Apeldoorn
In januari 2002 werd hij algemeen directeur bij AGOVV. Hier maakte hij, samen met technisch directeur Peter Bosz de club klaar voor een rentree in het betaald voetbal, waar het in 1971 weggesaneerd was. Nadat Bosz in 2002 vertrok naar De Graafschap nam Van Leeuwen diens taak als technisch directeur over. In 2003 keerde de Apeldoornse ploeg terug in het betaald voetbal. Van Leeuwen viel als technisch directeur op, door goede en creatieve spelers voor een lage transfersom naar de club te halen. Zo wist Van Leeuwen onder andere Klaas-Jan Huntelaar, Dries Mertens, Nacer Chadli en Gonzalo García García te verleiden bij de club te komen spelen. Daarnaast wist hij onder andere Stanley Menzo en John van den Brom te contracteren als trainer.

## Vitesse
In 2008 verliet hij AGOVV voor SBV Vitesse, waar hij werd aangesteld als hoofd scouting. Hij maakte in zijn eerste jaren een roerige tijd door bij Vitesse, dat in de schuldsanering terecht was gekomen. In 2010 volgde hij Marc van Hintum op als technisch directeur. Kort hierna nam de Georgische miljonair Merab Zjordania alle aandelen van de kwakkelende club over. In oktober 2010 ontsloeg Van Leeuwen clubicoon Theo Bos als trainer van de ploeg, die werd vervangen door de Spaanse trainer Albert Ferrer. Als assistent stelde Van Leeuwen Stanley Menzo aan, met wie hij eerder werkte bij AGOVV. Naar aanleiding van kritiek op Zjordania, die alle macht binnen de club naar zich toegetrokken zou hebben, werd Van Leeuwen geïnterviewd door Pownews. In het interview ging Van Leeuwen niet serieus in op de kritische vragen van de verslaggever en gaf onder andere aan "bang" te zijn voor Zjordania en "iedere ochtend onder zijn auto te kijken". Het fragment werd in diverse televisieprogramma's getoond en veel gedeeld op sociale media.
In de jaren werkte Van Leeuwen nauw samen met Zjordania en de club. In 2011 verlengde hij zijn contract bij Vitesse tot 2013. Na het vertrek van Ferrer in 2011 probeerde hij Co Adriaanse en Louis van Gaal binnen te halen bij de Arnhemse club. Uiteindelijk haalde hij met veel tumult John van den Brom bij ADO Den Haag vandaan, met wie hij bij AGOVV succesvol had samengewerkt naar Vitesse als trainer. Een jaar later moest deze echter alweer plaats maken voor Fred Rutten, nadat Zjordania het vertrouwen in Van de Brom had opgezegd.
In het seizoen 2012-2013 botste Van Leeuwen hard met de clubleiding rond de transfer van Kelvin Leerdam. Van Leeuwen had Leerdam getekend en was met diens club Feyenoord overeengekomen dat deze in de winterstop over zou komen naar Vitesse. Volgens Van Leeuwen blokkeerde Chelsea FC, die een te grote macht binnen de club had verkregen, echter de overgang, omdat de komst van Leerdam ten koste zou kunnen gaan van spelers die gehuurd werden van Chelsea. Hij meldde zich na dit incident, evenals trainer Rutten, enige tijd ziek bij Vitesse. In juli 2013 maakte Vitesse bekend Mohammed Allach te hebben gecontracteerd als technisch directeur. In oktober 2013 verliet Van Leeuwen Vitesse. Enkele weken later werd ook Zjordania aan de kant geschoven door Aleksandr Tsjigirinski, die al sinds 2010 geldschieter was van de club.
Nadat Zjordania in april 2014 een stadionverbod had gekregen wegens bedreigingen aan het adres van Vitesse-directeur Joost de Wit, zei Van Leeuwen: "Ik weet dat hij zich weleens van dat soort termen kan bedienen, maar daar heb ik nooit wakker van gelegen. Ik ken weinig zachtaardiger mensen dan Merab, heb hem vaak verweten dat hij té aardig was". Zjordania gaf later aan dat hij het vertrek van Van Leeuwen bij Vitesse onnodig vond en dat dit was ingezet door Chelsea.

## Valletta FC en Anorthosis Famagusta
In januari 2014 kocht Zjordania zich in bij de Maltese voetbalclub Valletta FC. Een dag na de overname stelde hij Van Leeuwen aan als technisch adviseur en André Paus, trainer van Jong Vitesse, als hoofdcoach.
Van Leeuwen was slechts enkele maanden actief voor de Maltese club. In april 2014 tekende Van Leeuwen een contract voor 3 jaar bij het Cypriotische Anorthosis Famagusta. Hij kreeg bij club de opdracht de selectie te verjongen en de club, naar Nederlandse leest, klaar te stomen voor het eerste kampioenschap sinds 2008. Hij zou hiernaast Valletta FC blijven adviseren op technisch gebied.
Kort na zijn aanstelling haalde Van Leeuwen André Paus, met wie hij had samengewerkt bij Valletta FC, naar de club.

## FC Twente
Op 1 juni 2015 stapte Van Leeuwen over naar FC Twente, waar hij technisch manager werd. Twente was in het seizoen 2014-2015 in financieel zwaar weer terechtgekomen en kreeg hiervoor onder andere tweemaal drie punten aftrek. Van Leeuwen kreeg de opdracht de spelersgroep te saneren om de club weer financieel stabiel te krijgen. Hij werd bij zijn aanstelling geprezen voor zijn ervaring op het gebied van scouting. Hij tekende een contract voor drie jaar. Kort na zijn aantreden maakte hij bekend trainer Alfred Schreuder, ondanks kritiek uit de achterban, niet te vervangen. Hij stak de trainer een hart onder de riem met de woorden: "Eén ding weet ik wel: er zijn niet zoveel goede trainers in Nederland en Alfred Schreuder is een van hen.". Enkele weken na de start van het seizoen, werd Schreuder echter alsnog aan de kant gezet. In april haalde de club met Jan van Halst een technisch directeur in huis, die boven Van Leeuwen, die als technisch manager geen tekenbevoegdheid had, kwam te werken.
Onder het eerste seizoen met Van Leeuwen eindigde FC Twente, mede door andermaal drie punten aftrek als straf voor het niet nakomen van financiële afspraken, op de 13e plaats. Na afloop van het seizoen gaf Van Leeuwen aan dat hij de club wilde verlaten. Van Halst gaf echter aan, dat hij Van Leeuwen zeker nog wilde behouden voor de komende roerige transferperiode. Die zomer werd in eerste instantie de licentie van de club ingetrokken, waardoor de club alsnog zou degraderen naar de eerste divisie. De beroepscommissie van de licentiecommissie draaide dit besluit echter op het laatste moment terug, waardoor de club toch in de eredivisie mocht uitkomen. Van Leeuwen gaf hierop aan, dat de club alsnog verder moest saneren. Die zomer verkocht de club aanvoerder Felipe Gutiérrez, terwijl de contracten van basisspelers Robbert Schilder, Jerson Cabral en Georgios Katsikas niet werden verlengd. Op de een na laatste dag van de transferwindow maakte hij zijn grootste transfer rond. Hakim Ziyech, die onhoudbaar voor de club werd geacht, vertrok voor 11 miljoen euro naar AFC Ajax. De transferinkomsten werden gestoken in het gezond maken van de club en maakte dat de club geen garantstellingen meer hoefde te vragen aan investeerders.
Kort na de start van de competitie werd bekend dat het Deense Esbjerg fB Van Leeuwen een aanbieding had gedaan, waarover hij twijfelde. Zijn rol bij FC Twente was toen feitelijk al uitgespeeld.

## Esbjerg fB
In oktober 2016 tekende Van Leeuwen een contract bij het Deense Esbjerg fB. Hij kreeg de opdracht om de club, die op dat moment laatste stond in de Superligaen, uit het sportieve dal te halen. Van Leeuwen werd, ondanks de bescheiden grootte van de club, met zijn aanstelling de best betaalde technisch directeur van Denemarken. Van Leeuwen greep hard in en ontsloeg in december de Engelse trainer Colin Todd, die hij verving door de Deen Lars Lungi Sørensen. Daarnaast voerde hij vernieuwingen door in de selectie, onder meer door vijf spelers uit de selectie te zetten. In zijn eerste seizoen eindigde Esbjerg met 24 punten uit 26 duels op de laatste plaats in de Superligaen, waardoor de ploeg moest het deelnemen aan de play-offs voor promotie/degradatie. Van Leeuwen verklaarde ook bij een degradatie de ploeg trouw te blijven.

## FC Twente
Vanaf 1 juli 2018 is Van Leeuwen weer teruggekeerd bij FC Twente als technisch directeur. Op 28 april 2020 vertrok hij bij de club omdat de club ervoor koos een 'andere koers te willen varen'.

## N.E.C. Nijmegen
Van Leeuwen trad op 18 februari 2021 in dienst als technisch directeur van N.E.C. Aan het einde van het seizoen 2020/21 promoveerde de club naar de Eredivisie. In april 2022 diende hij zijn ontslag in, maar op verzoek van de raad van commissarissen bleef hij aan tot na de transferzomer. In het najaar van 2022 verliet hij alsnog de club.